# Масов разход
Под масов разход (наричан още масов дебит или масов поток) се разбира маса на дадено вещество преминало през дадено сечение за единица време. Единицата за измерване на масовия разход в SI е килограм за секунда kg/s, ползват се и производните единици килограм за минута kg/min или час kg/h, когато потока е бавен.
Масовият разход {\displaystyle q_{m}={\dot {m}}={\frac {dm}{dt}}} в механиката на флуидите се пресмята чрез:
{\displaystyle {\dot {m}}=\varrho \cdot {\dot {V}}=\varrho \cdot c\cdot A={\frac {\gamma }{g}}\cdot {\dot {V}}} като:
{\displaystyle \varrho }: Плътност на веществото в kg/m³
{\displaystyle c}: Скорост на потока в m/s
{\displaystyle A}: Площ на сечението в m²
{\displaystyle {\dot {V}}}: Обемен разход в m³/s
{\displaystyle \gamma }: Тегло за единица обем в N/m³ = kg/(m²s²)
{\displaystyle g}: Земно ускорение в m/s²
При изчисленията трябва да се съобрази, че плътността на газовете (свиваемите вещества) не е константна, а се променя с налягането и температурата (вж. Уравнение на Клапейрон-Менделеев). При течностите тази промяна в повечето случаи е пренебрежима. За измерването на масовия разход съществуват различни методи.
Пример за масов разход са: вятъра, реките, океанските течения, земетресенията, срутването на планински пластове.